# Dora Vasconcellos
Dora Alencar Vasconcellos (Rio de Janeiro, 6 de setembro de 1910 - Port of Spain, Trinidad e Tobago, 25 de abril de 1973) foi uma poeta e diplomata brasileira. Foi a embaixadora brasileira em Trinidad e Tobago de 1970 até a data da sua morte, em 1973. Seu poema mais conhecido é "Canção do Amor", interpretado por Heitor Villa-Lobos na composição A Floresta do Amazonas.

## Biografia
Filha de Amália de Alencar e José Ferraz de Vasconcellos, nasceu no Rio de Janeiro, em 6 de setembro de 1910.
Foi casada com o compositor Cruz Cordeiro, de quem se desquitou em junho de 1942.

## Carreira Diplomática
Em 1937, classificou-se na 10ª colocação do concurso de ingresso à carreira, tendo tomado posse em fevereiro de 1938 no cargo de cônsul de terceira classe. Em 1942, foi promovida a cônsul de segunda classe. Em junho de 1958, Dora Vasconcellos foi promovida a ministra de segunda classe. Em novembro de 1964, foi promovida a ministra de primeira classe.
Foi a segunda mulher a chegar ao posto de embaixadora no Ministério das Relações Exteriores. No exercício de suas funções no Consulado em Nova York, teve papel de destaque na promoção da música brasileira, em especial, da bossa nova.

## Postos no Exterior

Em 1958, com Sérgio Rocha, Afonso Eduardo Reidy, Maurício Roberto e Flávio Siqueira

- Cônsul-Geral em Nova York (1958-1965)
- Embaixadora em Ottawa (1959-1961)
- Embaixadora em Trinidad e Tobago (1970-1973)
- Embaixadora cumulativa em Barbados e na Jamaica (1972-1973)

## Falecimento
Faleceu em 25 de abril 1973, aos 62 anos de idade, no exercício do cargo de Embaixadora na cidade de Port-of-Spain. Foi a primeira mulher do Brasil a ser sepultada com honras militares.

## Publicações
- 1952: Palavra Sem Eco[3][4]
- 1958: Surdina do contemplado[5][6]
- 1963: O Grande Caminho do Branco[7]